# Une journée d'Ivan Denissovitch
Une journée d'Ivan Denissovitch (en russe : Один день Ивана Денисовича) est un roman court d'Alexandre Soljenitsyne publié dans la revue littéraire Novy Mir dirigée alors par Alexandre Tvardovski pour la première fois en décembre 1962. Le roman décrit les conditions de vie dans un camp du Goulag au début des années 1950 à travers les yeux du prisonnier Ivan Denissovitch Choukhov, que l'on suit au cours d'une journée. La parution du roman en URSS en 1962, même dans le contexte de la déstalinisation, fit l'effet d'une bombe. Pour la première fois, une œuvre littéraire présentait au lecteur soviétique un témoignage du Goulag.

## Censure
Soljenitsyne conçoit le projet du roman dès 1950 ou 1951 alors qu'il est détenu dans le camp d'Ekibastouz. À l'origine, le récit devait s'intituler « Chtch-854, une journée d'un zek ». Sa rédaction a lieu à Riazan en mai-juin 1959. En 1961, « Sans savoir pourquoi, sans plan préconçu, je pris simplement Chtch-854 et le recopiais à la machine en l'allégeant, laissant tomber les passages et les jugements les plus abrupts. [...] Je fis cela, Dieu sait pourquoi, puis mis l'ouvrage de côté ». Mais en novembre 1961, il confie le texte à Aleksandr Tvardovski, alors directeur de la revue Novy Mir, qui remue ciel et terre pour obtenir la publication du texte.
La première publication - tirage de 96 900 exemplaires - est le fait de Novy Mir dans son numéro 11 (novembre 1962), sur décision du Politburo d'URSS et sur intervention personnelle de Nikita Khrouchtchev. Au début de 1963, le roman connaît deux autres éditions séparées, la première dans la revue Roman-Gazeta tirée à 700 000 exemplaires et l'autre aux éditions Sovietski Pissatel tirée à 100 000 exemplaires.
Cependant, de nombreux passages ont été soumis à la censure.
En décembre 1963, Une journée d'Ivan Denissovitch est présenté pour le prix Lénine, mais il ne l'obtient pas.
La première traduction en français est due à Léon et Andrée Robel et Maurice Decaillot, accompagnée d'une préface de Pierre Daix, elle comporte également des passages censurés.
La seconde édition (complète), dans une traduction de Jean Cathala et de sa femme Lucia, sort à Paris en 1973.

## Résumé
Ivan Denissovitch Choukhov, matricule CH-854, a été condamné à la déportation en camp de travail dans le Nord du Kazakhstan pour « trahison de la patrie » après son accusation d'espionnage, car il a été fait prisonnier par les Allemands au cours de la Seconde Guerre mondiale. Bien qu'il ait été condamné à dix ans, dont il a déjà purgé huit ans, Choukhov sait qu'à l'instar des autres zeks, il ne quittera vraisemblablement pas le camp vivant.
Le livre s'ouvre à cinq heures du matin, en plein hiver, sur le réveil de Choukhov, malade. D'habitude, Choukhov est l'un des premiers levés, mais ce jour-là, fiévreux, alors qu'il lambine sur son châlit et a décidé de tenter de se faire porter pâle, il est surpris par un surveillant et se fait sanctionner par trois jours de cellule sans interruption de travail : « Trois jours de mitard en allant au boulot ce n'est que demi-cachot, vous mangez chaud et vous n'avez pas le temps de penser. Le vrai cachot, c'est avec dispense de travail ».
Il doit commencer par nettoyer le sol du corps de garde, ce qui est plutôt une planque malgré leurs insultes : le local est chauffé alors qu'à l'extérieur, le thermomètre marque -27,5°. Sa punition effectuée, il se rend au dispensaire pour y chercher des soins. L'aide-médecin ne peut pas l'exempter car il a déjà dépassé son quota quotidien d'arrêts de travail, et renvoie Choukhov au labeur. Ce dernier appartient au 104e peloton de travailleurs, composé de 23 hommes et d'un chef à qui les prisonniers doivent une totale obéissance. Les hommes du camp partagent leur temps entre travaux forcés et méthodes de survie, subissant une loi brutale et primaire ne permettant qu'aux plus résistants de s'en sortir. Choukhov est un dur et un travailleur, ce qui lui a valu le respect de ses pairs. Les rations de nourriture (kacha) sont très limitées, et représentent pour les prisonniers leur seule richesse que certains capitalisent, comme le fait Choukhov. À la fin de la journée, il arrive à rendre de petits services à César, un intellectuel capable d'échapper aux travaux manuels en s'étant rendu utile aux services administratifs. César est aussi privilégié, car il reçoit des paquets de nourriture de ses proches, qu'il partage avec Choukhov en remerciement de ses services.
Finalement, la journée de Choukhov a été productive, « presque une bonne journée », car il a pu survivre. Ce point de vue restrictif proposé par Soljenitsyne sur la vie au Goulag arrive à faire évoquer l'horreur banalisée que subissent les prisonniers, écrasés par des conditions de vie intolérables et pourtant supportées sans cri, les tortures que l'on devine sans y être confrontés, les petites rapines qui permettent à certains, comme Choukhov, de vivoter, entouré de ceux qui s'écroulent en silence, vaincus par une violence sourde. Soljenitsyne offre à ses lecteurs, dans un livre court et très accessible, une peinture de la cruauté du système concentrationnaire du Goulag encore renforcée par le point de vue subjectif de son héros, bagnard banal, résolu à accepter la violence du système en ayant restreint son humanité aux besoins élémentaires de subsistance et ses espoirs à survivre jusqu'au lendemain.
Le roman montre le fonctionnement du goulag, les modalités de surveillance des prisonniers par des gardiens et par les prisonniers eux-mêmes : 

« On pourrait se dire : à quoi bon ça bosse un zek [=détenu], et des dix ans de suite ? Suffirait qu'il ne veuille pas et qu'il frime jusqu'au soir : la nuit est à nous, hein ?
Seulement il n'y a pas de mèche. Et c'est pour ça qu'on a inventé la brigade. Oh, pas la brigade comme en liberté, où je touche mon salaire de mon côté et toi du tien. Que non pas : une brigade de camp, c'est un système pour que ça ne soit pas l'administration qui fasse suer les zeks, mais que chaque zek oblige l'autre à marner. Là, c'est simple: ou bien tout le monde touchera sa ration supplémentaire, ou bien vous crèverez tous ensemble. À cause du malpropre qui ne veut rien faire, il faudrait que, moi, je n'aie rien à bouffer ? Pas de ça, ordure ! Au turbin ! »

— Alexandre Soljenitsyne, Une journée d'Ivan Denissovitch

## Analyse
Ce court roman, écrit dans un style sobre et épuré, rassemble la plupart des thèmes chers à Soljenitsyne : le Goulag, l'évocation de la Russie profonde avec son fatalisme, son héroïsme et sa bassesse. L'humour n'est pas absent du roman : malgré les privations, le froid sibérien, la maladie, les vexations endurées toute la journée, Choukhov a réussi à grappiller un morceau de pain supplémentaire, ce qui l'amène à cette conclusion :

« Une journée de passée. Sans un seul nuage. Presque de bonheur.
Des journées comme ça, dans sa peine, il y en avait, d'un bout à l'autre, trois mille six cent cinquante-trois.
Les trois de rallonge, c'était la faute aux années bissextiles. »

— Alexandre Soljenitsyne, Une journée d'Ivan Denissovitch.

## Adaptations
En 2021, Gleb Panfilov termine le tournage d'Une journée d'Ivan Denissovitch, avec Philippe Yankovski dans le rôle principal[réf. souhaitée].

## Édition française
: document utilisé comme source pour la rédaction de cet article.
- Alexandre Soljenitsyne, Une journée d'Ivan Denissovitch in Œuvres complètes. Tome 2 (version définitive), Fayard, Paris, 1982, 704 p.  (ISBN 2-213-01211-3)